# Listă de conducători de stat din 1084
1080 - 1081 - 1082 - 1083 - 1084 - 1085 - 1086 - 1087 - 1088
Aceasta este o listă a conducătorilor de stat din anul 1084:

## Europa
- Anglia: William I Cuceritorul (rege din dinastia Normandă, 1066-1087; anterior, duce de Normandia, 1035-1087)
- Anjou: Foulques al IV-lea (conte, 1067-1129)
- Apulia și Calabria: Robert Guiscard (conte din dinastia normandă de Hauteville, 1057-1059; apoi, duce, 1059-1085; ulterior, principe de Benevento, 1078-1081)
- Aquitania: Guillaume al VIII-lea (sau Gui-Geoffroi) (duce, 1058-1086)
- Aragon: Sancho I (rege, 1063-1094; ulterior, rege al Navarrei, 1076-1094)
- Armenia, statul Lori: Kvirike I (rege din dinastia Bagratizilor, 1048/1049-1089/1091)
- Armenia, statul Siunik: Grigore al V-lea (rege din dinastia Bagratizilor, ?-cca. 1091) (?)
- Austria: Leopold al II-lea (margraf din dinastia Babenberg, 1075-1095)
- Bavaria: Welf I (duce din dinastia Welfilor, 1070-1101)
- Bizanț: Alexios I (împărat din dinastia Comnenilor, 1081-1118)
- Bosnia: Ștefan (cneaz, 1081-1085)
- Brabant: Henric al III-lea (conte, 1079-1095)
- Brandenburg: Henric I (margraf, 1082-1087)
- Bretagne: Havoise (ducesă, 1066-1084), Hoel al II-lea (duce, 1066-1084) și Alain al IV-lea Fergent (duce, 1084-1112)
- Burgundia: Eudes I (duce din dinastia Capețiană, 1078-1102)
- Capua: Iordan I (principe din dinastia normandă Drengot, 1078-1091)
- Castilia: Alfonso al VI-lea (rege, 1072-1109; anterior, rege al Leonului, 1065-1070, 1072-1109)
- Cehia: Vratislav al II-lea (cneaz din dinastia Premysl, 1061-1092; rege, din 1085)
- Champagne: Thibaud I (conte din casa de Blois-Champagne, 1063-1089)
- Croația: Zvonimir (rege din dinastia Trpimirovic, 1075-1089)
- Danemarca: Knud al II-lea cel Sfânt (rege din dinastia Estridsson, 1080-1086)
- Flandra: Robert I Frisonul (conte din dinastia lui Balduin, 1071-1093)
- Franța: Filip I (rege din dinastia Capețiană, 1060-1108)
- Gaeta: Geoffroi (duce, 1068-1086)
- Germania: Henric al IV-lea (rege din dinastia de Franconia-Saliană, 1056-1105; anterior, duce de Bavaria, 1055-1061; ulterior, împărat occidental, 1084-1105)
- Gruzia: Gheorghe al II-lea (rege din dinastia Bagratizilor, 1072-1089)
- Gruzia, statul Kakhetia: Agsartan I (rege din dinastia Bagratizilor, 1058-1084) și Kvirike al IV-lea (rege din dinastia Bagratizilor, 1084-1102)
- Hainaut: Balduin al II-lea (conte din casa de Flandra, cca. 1076-1098)
- Imperiul occidental: Henric al IV-lea (1084-1105; anterior, duce de Bavaria, 1055-1061; totodată, rege al Germaniei, 1056-1105)
- Istria: Henric I (margraf, 1077-1090; totodată, conte de Weimar)
- Kiev: Vsevolod I Iaroslavici (mare cneaz din dinastia Rurikizilor, 1078-1093)
- Leon: Alfonso al VI-lea (rege, 1065-1070, 1072-1109; totodată, rege al Castiliei, 1072-1109)
- Lorena Inferioară: Conrad (duce din dinastia Saliană, 1076-1087/1089)
- Lorena Superioară: Thierry al II-lea cel Viteaz (duce din casa Lorena-Alsacia, 1070-1115)
- Montferrat: Oddone al II-lea (margraf din casa lui Aleramo, cca. 1045-1084) și Guglielmo al II-lea (margraf din casa lui Aleramo, 1084-cca. 1100)
- Muntenegru, statul Zeta: Constantin Bodin (rege, 1081-cca. 1101)
- Navarra: Sancho al V-lea (rege, 1076-1094; totodată, rege al Aragonului, 1063-1094)
- Neapole: Sergius al V-lea (sau al VI-lea) (duce, cca. 1053-cca. 1090)
- Normandia: Guillaume al II-lea Bastardul sau Cuceritorul (duce, 1035-1087; ulterior, rege al Angliei, 1066-1087)
- Norvegia: Olav al III-lea Haraldsson cel Pașnic (rege, 1066-1093)
- Olanda: Dirk al V-lea (conte, 1061-1091)
- Polonia: Vladislav I Herman (cneaz din dinastia Piasti, 1079-1102)
- Savoia: Humbert al II-lea cel Puternic (conte, 1080-1103)
- Saxonia: Magnus (duce din dinastia Billungilor, 1072-1106)
- Scoția: Malcolm al III-lea Canmore (rege, 1058-1093)
- Serbia: Vukan și Marko (jupani din dinastia lui Tihomilj, cca. 1083-?) (?)
- Sicilia: Roger I (conte din dinastia de Hauteville, 1062-1101)
- Spoleto: Rainier al II-lea (duce, 1082-1086)
- Statul papal: Grigore al VII-lea (papă, 1073-1085) și Clement al III-lea (antipapă, 1084-1100)
- Torino: Adelaida de Susa (margrafă din familia Arduinicilor, 1034-1091)
- Toscana: Matilda (margrafină din casa de Canossa, 1052-1115; ulterior, ducesă de Spoleto, 1057-1082, 1086-1093)
- Toulouse: Guillaume al IV-lea (conte, 1060/1061-1088/1093)
- Ungaria: Ladislau I cel Sfânt (rege din dinastia Arpadiană, 1077-1095)
- Veneția: Domenico Selvo (doge, 1070-1084) și Vitale Falier (doge, 1084-1096)
- Verona: Liutold (margraf din casa de Eppenstein, 1077-1090; totodată, duce de Carintia, 1077-1090)

## Africa
- Almoravizii: Abu Bakr ibn Umar (conducător din dinastia Almoravizilor, 1056/1057-1087/1088) și Iusuf ibn Tașfin (emir din dinastia Almoravizilor, 1061-1106)
- Fatimizii: al-Mustansir bi-llah (Abu Tamim Maadd ibn az-Zahir) (calif din dinastia Fatimizilor, 1036-1094)
- Hammadizii: an-Nasr ibn Alannas ibn Hammad (emir din dinastia Hammadizilor, 1062-1089)
- Kanem-Bornu: Selma (Selemma) (Abd al-Jalil) (sultan, cca. 1081-cca. 1085)
- Zirizii: Abu Tahir Tamim ibn Muizz (emir din dinastia Zirizilor, 1062-1108)

## Asia

### Orientul Apropiat
- Armenia Mică: Ruben I (principe din dinastia Rubenizilor, 1080-1095)
- Bizanț: Alexios I (împărat din dinastia Comnenilor, 1081-1118)
- Califatul abbasid: Abu'l-Kasim Abdallah Uddat ad-Din al-Muktadi ibn Muhammad ibn al-Kaim (calif din dinastia Abbasizilor, 1075-1094)
- Fatimizii: al-Mustansir bi-llah (Abu Tamim Maadd ibn az-Zahir) (calif din dinastia Fatimizilor, 1036-1094)
- Ghaznavizii: Zahir ad-Daula Ibrahim ibn Masud (I) (sultan din dinastia Ghaznavizilor, 1059-1099)
- Ghurizii: Muhammad ibn Abbas (sultan din dinastia Ghurizilor, ?-?) (?)
- Selgiucizii: Djalal ad-Daula Abu'l-Fath Malik-Șah I ibn Alp Arslan (mare sultan din dinastia Selgiucizilor, 1072-1092)
- Selgiucizii din Kerman: Rukn ad-Daula Sultan Șah ibn Kavurd (sultan din dinastia Selgiucizilor, 1074-1085)
- Selgiucizii din Konya: Suleiman ibn Kutalmîș (sultan din dinastia Selgiucizilor, 1077-1086)
- Selgiucizii din Siria: Tadj ad-Daula Abu Said Tutuș ibn Alp Arslan (sultan din dinastia Selgiucizilor, 1078-1095)

### Orientul Îndepărtat
- Birmania, statul Arakan: Thinhkaya (rege din prima dinastie de Pyina, 1078-1092)
- Birmania, statul Pagan: Sawlu (rege din dinastia Constructorilor de Temple, 1077-1084) și Kyanzittha (rege din dinastia Constructorilor de Temple, 1084-1112)
- Cambodgea, Imperiul Kambujadesa (Angkor): Harșavarman al III-lea (împărat, 1066-1085) și Jayavarman al VI-lea (împărat, 1078-1085)
- Cambodgea, statul Tjampa: Paramabhodisatva (rege din cea de a noua dinastie, 1081-1086)
- China: Shenzong (împărat din dinastia Song de nord, 1068-1085)
- China, Imperiul Qidan Liao: Daozong (împărat, 1055-1101)
- China, Imperiul Xia de vest: Huizong (împărat, 1068-1086)
- Coreea, statul Koryo: Sonjong (Wang Un) (rege din dinastia Wang, 1084-1094)
- Ghaznavizii: Zahir ad-Daula Ibrahim ibn Masud (I) (sultan din dinastia Ghaznavizilor, 1059-1099)
- Ghurizii: Muhammad ibn Abbas (sultan din dinastia Ghurizilor, ?-?) (?)
- India, statul Chalukya apuseană: Vikramaditya al VI-lea (rege, 1076-1127)
- India, statul Chola: Rajendra al III-lea Kulottunga Chola I (rege, 1071-1122 sau 1127)
- India, statul Hoysala: Vinayaditya al II-lea (rege, 1047-1098) și Ereyanga (rege, 1063/1098-1100)
- Japonia: Șirakaua (împărat, 1072-1086)
- Kashmir: Kalaca (rege din prima dinastie Lohara, 1064-1090)
- Nepal: Harșadeva (rege din dinastia Thakuri, 1082/1085-1098)
- Sri Lanka: Vijayabahu I (Kitti) (Șrisanghabodhi) (rege din dinastia Silakala, 1058/1059-1114)
- Vietnam, statul Dai Co Viet: Ly Nhan-tong (rege din dinastia Ly târzie, 1072-1127)

## America
- Toltecii: Huemac (conducător, 1047-1122)